# 31689 Sebmellen
31689 Sebmellen è un asteroide della fascia principale. Scoperto nel 1999, presenta un'orbita caratterizzata da un semiasse maggiore pari a 3,1049447 UA e da un'eccentricità di 0,1319315, inclinata di 2,07565° rispetto all'eclittica.